# Carlota de França
Carlota de França (em francês: Charlotte de France; Château d'Amboise, 23 de outubro de 1516 -  Château de Saint-Germain-en-Laye, 18 de setembro de 1524) foi a segunda criança e filha do rei Francisco I e sua esposa Cláudia.

## Primeiros anos

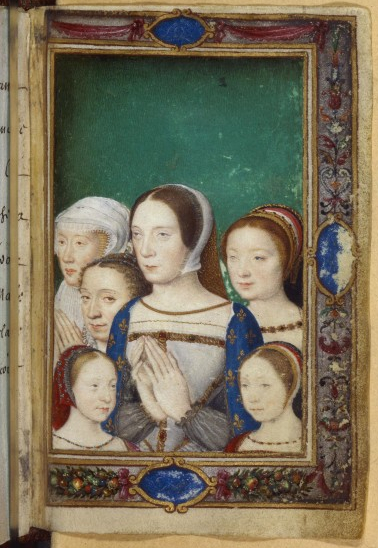
Carlota com sua mãe Cláudia, cercada por suas irmãs (Madalena e Margarida), sua tia Renata (ou sua falecida irmã mais velha Luísa) e a segunda esposa de seu pai, Leonor da Áustria, 1550.

Carlota nasceu no Château d'Amboise, em 23 de outubro de 1516, a segunda filha e criança do rei Francisco I e da rainha Cláudia. Ela tinha olhos azuis esverdeados e cabelos ruivos brilhantes. Ela era uma das seis crianças do Rei e da Rainha que tinham cabelos ruivos, uma característica herdada de Ana da Bretanha, sua avó materna. Ela viveu uma vida feliz, mudando do Château d'Amboise para o Château de Saint-Germain-en-Laye antes de março de 1519.
Por suas roupas e jóias nos retratos existentes, seu alto status social pode ser apreciado. Seu rosário, também presente nas pinturas, indica que ela era uma católica devota. As famílias reais da Europa encomendaram retratos de seus filhos para registrar seu desenvolvimento, e muitas vezes trocavam essas imagens com outras casas reais como um gesto diplomático.
Quando Carlota tinha um ano, sua irmã mais velha, Luísa, morreu de convulsões. Sem outro filho vivo, Francisco foi forçado a nomear Carlota, Delfina de França. Essa posição era equivalente à da atual Princesa de Gales (Reino Unido) ou da Princesa das Astúrias (Espanha). Seu pai imediatamente pediu a Jean Clouet para pintar um retrato da Delfina. Mas, em 28 de fevereiro de 1518, a rainha Cláudia deu à luz um menino chamado Francisco, que em sucessão relegou Carlota. Francisco foi nomeado Delfim de França desde o nascimento e Carlota foi renomeada Carlota de Valois.

## Morte
A princesa passou todos os seus dias restantes no Château de Saint-Germain-en-Laye. Ela sempre foi uma criança delicada e frágil. Aos sete anos, ela contraiu sarampo, a mesma doença que matou seu meio tio, Carlos Orlando, Delfim da França, trinta anos antes. A única pessoa que cuidava dela enquanto estava doente era sua tia, Margarida de Angoulême, pois sua mãe já havia morrido dois meses antes, sua avó Luísa de Saboia estava muito doente e seu pai foi para a guerra. Mais tarde, ele foi preso, por isso não estava perto de sua filha no momento de sua morte. Parece que Carlota estava muito perto de sua tia, que estava de coração partido e perturbada quando sua "pequena" morreu, em 18 de setembro de 1524, aos sete anos de idade.